# Lisa-Marie Karlseng Utland
Lisa-Marie Karlseng Utland (* 19. September 1992 in Mo i Rana, Norwegen) ist eine norwegische ehemalige Fußballspielerin, die zuletzt für Rosenborg Trondheim in der Toppserien und von 2015 bis 2021 für die Norwegische Fußballnationalmannschaft der Frauen spielte.

## Werdegang

### Vereine
Utland spielte 2010 für den Erstligisten IF Fløya, mit dem sie am Ende der Saison abstieg. 2012 wechselte sie zu Amazon Grimstad FK und erzielte in 23 Spielen sieben Tore, womit sie dazu beitrug, dass der Verein knapp dem Abstieg entging. 2013 schloss sie sich Trondheims-Ørn SK an, für den sie auch zeitweise für die zweite Mannschaft in der 2. Division spielte. Die überwiegende Zahl der Spiele bestritt sie aber für die erste Mannschaft. Nach vier Spielzeiten, in denen ihre Mannschaft je zweimal Siebter und Achter wurde, wechselte sie zum Ligakonkurrenten Røa IL.  Sie war dann zwar mit 17 Toren zweitbeste Torschützin, erreichte mit ihrer Mannschaft aber nur den fünften Platz. Zur folgenden Saison wechselte sie dann in die Damallsvenskan um für den schwedischen Vizemeister FC Rosengård zu spielen. Die erste Saison in Schweden schloss sie mit sechs Toren in 20 Ligaspielen ab auf dem dritten Platz ab. Für Rosengård spielte sie auch erstmals auf europäischer Vereinsebene in der UEFA Women’s Champions League 2018/19, wo sie in vier Spielen ein Tor erzielte. Rosengård schied aber im Achtelfinale aufgrund einer 2:3-Heimniederlage und einem torlosen Remis im Auswärtsspiel gegen Slavia Prag aus. Dabei hatte sie im Heimspiel mit ihrem ersten CL-Tor den zwischenzeitlichen Ausgleich zum 1:1 erzielt.
Im September 2019 wechselte sie in die FA Women’s Super League zum FC Reading. Nach dem COVID-19-bedingten Abbruch der Saison kehrte sie zurück nach Norwegen und spielt nun für Rosenborg Trondheim.  In der Qualifikation zur UEFA Women’s Champions League 2021/22 scheiterte sie mit Rosenborg an UD Levante im Finale der ersten Runde, das mit 3:4 nach Verlängerung verloren wurde, so dass sie die erstmals ausgetragene Gruppenphase verpassten.

### Nationalmannschaften
Utland durchlief mehrere norwegische Juniorinnenmannschaften. Im  September 2008 nahm sie mit der U-16-Mannschaft am Qualifikationsturnier in Estland für die U-17-Fußball-Europameisterschaft der Frauen 2009 teil,  wo sie beim 7:0 gegen Estland vier Tore erzielte. Norwegen qualifizierte sich für die zweite Qualifikationsrunde, die im April 2009 in Mazedonien stattfand. Hier qualifizierte sie sich mit ihrer Mannschaft für die Endrunde in Nyon, bei der Norwegen Vierter wurde. Im September des gleichen Jahres nahm sie mit der U-19-Mannschaft an der 1. Qualifikationsrunde in England für die U-19-Fußball-Europameisterschaft der Frauen 2010 teil und erreichte souverän die zweite Runde. In dieser, im Frühjahr 2010 in Serbien ausgespielten Runde  scheiterte sie mit ihrer Mannschaft an Deutschland.
2012 bestritt sie ein Spiel für die U-20-Mannschaft und ab 2014 spielte sie für die U-23-Mannschaft.
Für den Algarve-Cup 2015 wurde sie nicht nominiert, aber am 23. März 2015 nachträglich für das Freundschaftsspiel gegen die Niederlande am 8. April, bei dem sie aber nicht zum Einsatz kam. Am 14. Mai 2015 wurde sie als einzige norwegische Spielerin ohne A-Länderspiel für den endgültigen Kader zur WM 2015 nominiert. Danach bestritt sie am 23. Mai im Testspiel gegen Belgien, gegen das erstmals verloren wurde, ihr erstes Spiel in der A-Nationalmannschaft. Zudem kam sie am 27. Mai ebenso wie Torhüterin Cecilie Fiskerstrand und Maria Thorisdottir noch im Spiel der U-23-Mannschaft gegen England zum Einsatz. Bei der WM kam sie in zwei Spielen zum Einsatz, unter anderem im Achtelfinale das ihre Mannschaft mit 1:2 gegen England verlor und damit ausschied.
Durch die Achtelfinalniederlage wurde die direkte Qualifikation für die Olympischen Spiele 2016 verpasst. Die Norwegerinnen hatten aber noch die Chance sich beim Qualifikationsturnier für die Olympischen Spiele 2016 den letzten europäischen Startplatz zu sichern. Für dieses Turnier, bei dem die Norwegerinnen scheiterten, wurde sie zwar nominiert aber nicht eingesetzt.
Zwei Monate vor dem Turnier hatte sie am 22. Januar 2016 beim 6:0 im ersten Spiel gegen Rumänien ihr erstes Tor für die A-Nationalmannschaft erzielt.
Die anschließende Qualifikation zur EM 2017 wurde mit sieben Siegen und einem Remis als Gruppensieger abgeschlossen. Sie kam dabei in vier Spielen gegen die schwächeren Gegner zum Einsatz. Beim Algarve-Cup 2017 wurde sie in vier Spielen eingesetzt. Die Norwegerinnen konnten aber nur das Spiel um Platz 11 gegen Gastgeber Portugal gewinnen, was für die Norwegerinnen die schlechteste Platzierung in der Turniergeschichte bedeutete.
Bei der EM, wo sie in den zwei Spielen eingesetzt wurde, blieben die Norwegerinnen dann erstmals ohne Torerfolg und schieden als Gruppenletzte aus. Bei der darauf folgenden Qualifikation zur WM 2019 gehörte sie zu den acht Norwegerinnen, die alle acht Qualifikationsspiele mitmachten und mit sieben Toren beste Torschützin der Norwegerinnen war. Am Ende wurden sie vor Europameister Niederlande Gruppensieger. Ihren ersten Turniererfolg hatte sie 2019 mit dem Gewinn des Algarve-Cups. Dabei erzielte sie im ersten Gruppenspiel gegen Dänemark in der Nachspielzeit den 2:1-Siegtreffer. Am 2. Mai wurde sie für die WM 2019 und damit ihre zweite WM nominiert. Bei der WM kam sie in den fünf Spielen der Norwegerinnen zum Einsatz. Im ersten Gruppenspiel gegen Nigeria gelang ihr ihr erstes WM-Tor zum zwischenzeitlichen 2:0 (Endstand 3:0). Durch eine 0:3-Niederlage gegen England im Viertelfinale schied sie mit ihrer Mannschaft aus und verpasste damit auch die Olympischen Spiele 2020.
In der Qualifikation für die EM 2022 wurde sie in allen sechs Spielen der Norwegerinnen eingesetzt und erzielte vier Tore. Da sie nach den sechs Spielen qualifiziert waren, fanden die letzten beiden Spiele, die wegen der COVID-19-Pandemie mehrfach verschoben worden waren und die keinen Einfluss mehr auf die übrige Qualifikation hatten, nicht mehr statt. In den ersten sechs Spielen der laufenden Qualifikation für die WM 2023 wurde sie immer eingesetzt und erzielte sechs Tore, womit sie beste Torschützin der Norwegerinnen in der Qualifikation war. Im Dezember 2021 gab sie ihr Karriereende bekannt.